# Arrondissement judiciaire de Malines
Subdivisions
L'arrondissement judiciaire de Malines (gerechtelijk arrondissement Mechelen en néerlandais) était l'un des trois arrondissements judiciaires de la province d'Anvers en Belgique et l'un des cinq qui dépendaient du ressort de la Cour d'appel d'Anvers. Il fut formé le 18 juin 1869 lors de l'adoption de la loi sur l'organisation judiciaire et fait partie de l'arrondissement judiciaire de la province d'Anvers depuis la fusion des arrondissements judiciaires de 2014.

## Subdivisions
L'arrondissement judiciaire de Malines était divisé en 4 cantons judiciaires,. Il comprenait 13 communes, celles de l'arrondissement administratif de Malines.
Note : les chiffres et les lettres représentent ceux situés sur la carte.
1. Canton judiciaire de Heist-op-den-Berg
      1. Berlaar
  2. Heist-op-den-Berg
  3. Putte
2. Canton judiciaire de Lierre (Lier)
      1. Duffel
  2. Lierre (Lier)
  3. Nijlen
3. Canton judiciaire de Malines (Mechelen)
      1. Bonheiden
  2. Malines (Mechelen)
  3. Wavre-Sainte-Catherine (Sint-Katelijne-Waver)
4. Canton judiciaire de Willebroek
      1. Bornem
  2. Puurs
  3. Saint-Amand (Sint-Amands)
  4. Willebroek